# Мурманський обласний театр ляльок
Мурманський обласний театр ляльок (рос. Мурманский областной театр кукол) — обласний ляльковий театр у місті Мурманську (Росія).

## Загальні дані
Мурманський обласний театр ляльок міститься у окремій будівлі за адресою:
вул. С. Перовської, буд. 21а, м. Мурманськ-183038 (Росія).
Директор театру — Суханов Євген Владиславович; головний режисер — народна артистка Росії Волинкіна Тамара Олександрівна.

## З історії театру
Ляльковий театр, що став згодом обласним у Мурманську, було організовано Віктором Олександровичем Подобєдовим 28 серпня 1933 року у місті Кіровську (тоді Хібіногорськ). Першим його спектаклем став «Ивашка Батрачонок». А основу тодішнього колективу склали молоді ленінградські актори.
Станом на лютий 1934 року молодим колективом було поставлено 3 п'єси і 65 вистав. У тому ж році театр, разом із містом, перейменували на «Кіровський Заполярний театр ляльок». 1938 року заклад отримав статус обласного.
Під час Німецько-радянської війни театр виступав із антифашистською програмою. Було підготовлено понад 10 концертних програм і зіграно близько тисячі фронтових концертів. У повоєнний час увесь склад театру було нагороджено медалями «За оборону Радянського Заполяр'я».
1949 року театр переїхав на нове місце до Мурманська.
У 1952 році художнім керівником-директором закладу стала Валентина Семенівна Варшавська, що віддала закладові 30 років творчої наснаги.
1964 року було поставлено першу виставу для дорослих — «Чертова мельница». Поступово у спектаклях мурманського лялькового почали використовувати тростьові та мімуючі ляльки, з'явились актори, що грали в «живому плані», а від 1984 року — маріонетки.
1972 року театр отримав нове власне приміщення по вулиці С. Перовської, де розміщується і дотепер. У цей час (1970-ті) головним режисером закладу був І.П. Спектр.
У різні роки з театром співпрацювали: засл. діяч мистецтв РСФСР професор М.М. Корольов, лауреат Державної Премії РФ В.А. Вольховський, Рейн Агур, В. Шрайман, М. Хусід. У трупі театра працювали і працюють К.А. Розарьонова, Н.Б. Мимкін, Є.М. Тимошенко, А.Д. Коган, Є.А. Коротаєва, А.П. Гусєв, В.В. П'янков та інші.
Від 1992 року художнє керівництво театром здійснює Тамара Олександрівна Волинкіна.

## Репертуар, творчий склад і діяльність
У чинному репертуарі Мурманського обласного театра ляльок вистави для дошкільнят, учнів молодших класів школи та підлітків; іноді колективом готуються спектаклі для дорослої аудиторії.
Загалом репертуар театру складається з 48 вистав. Щороку театр готує й показує 3—4 прем'єри.
У виборі творчого матеріалу театр орієнтується на російський казковий фольклор («Три медведя», «Морозко», «По щучьему велению», «Заяц, Лиса и Петух», «Заколдованная королевна» тощо), а також місцеву усну традицію — легенди і оповідки саамів («Саамская сказка», «Откуда пришла радость»). У афіші театру також казки народів світу, зокрема скандинавські; ставляться також спектаклі за п'єсами сучасних авторів (Е. Успенський, М. Бартенєв, А. Усачов, М. Супонін).
Станом на 2007 рік у трупі театра працювало 67 осіб, з їхнього числа — 15 акторів.
Мурманський обласний театр ляльок бере активну участь у міжнародних фестивалях, організовує гастролі в області, регіонами Росії. У 2003 та 2006 роках театр гастролював у Північній Норвегії.

## Виноски
1. ↑  Контакти [Архівовано 29 жовтня 2011 у Wayback Machine.] на Офіційна вебсторінка театру [Архівовано 5 квітня 2011 у Wayback Machine.]
2. ↑  Мурманський обласний театр ляльок[недоступне посилання з квітня 2019] на Туристський портал Мурманської області [Архівовано 8 січня 2010 у Wayback Machine.] (рос.)
3. ↑  Історія театру [Архівовано 31 жовтня 2011 у Wayback Machine.] на Офіційна вебсторінка театру [Архівовано 5 квітня 2011 у Wayback Machine.] (рос.)
4. ↑  Мурманський обласний театр ляльок[недоступне посилання з квітня 2019] на Енциклопедія «Театральная Россия» (електронна версія) [Архівовано 12 червня 2010 у Wayback Machine.] (рос.)
5. ↑  Вистави театру [Архівовано 29 жовтня 2011 у Wayback Machine.] на Офіційна вебсторінка театру [Архівовано 5 квітня 2011 у Wayback Machine.] (рос.)